# Árnafjørður
Árnafjørður [ˈɔdnaˌfjøːɹʊɹ] és un petit poble situat a l'est de l'illa de Borðoy, a les illes Fèroe. L'1 de gener de 2021 tenia 73 habitants. Administrativament pertany al municipi de Klaksvík.

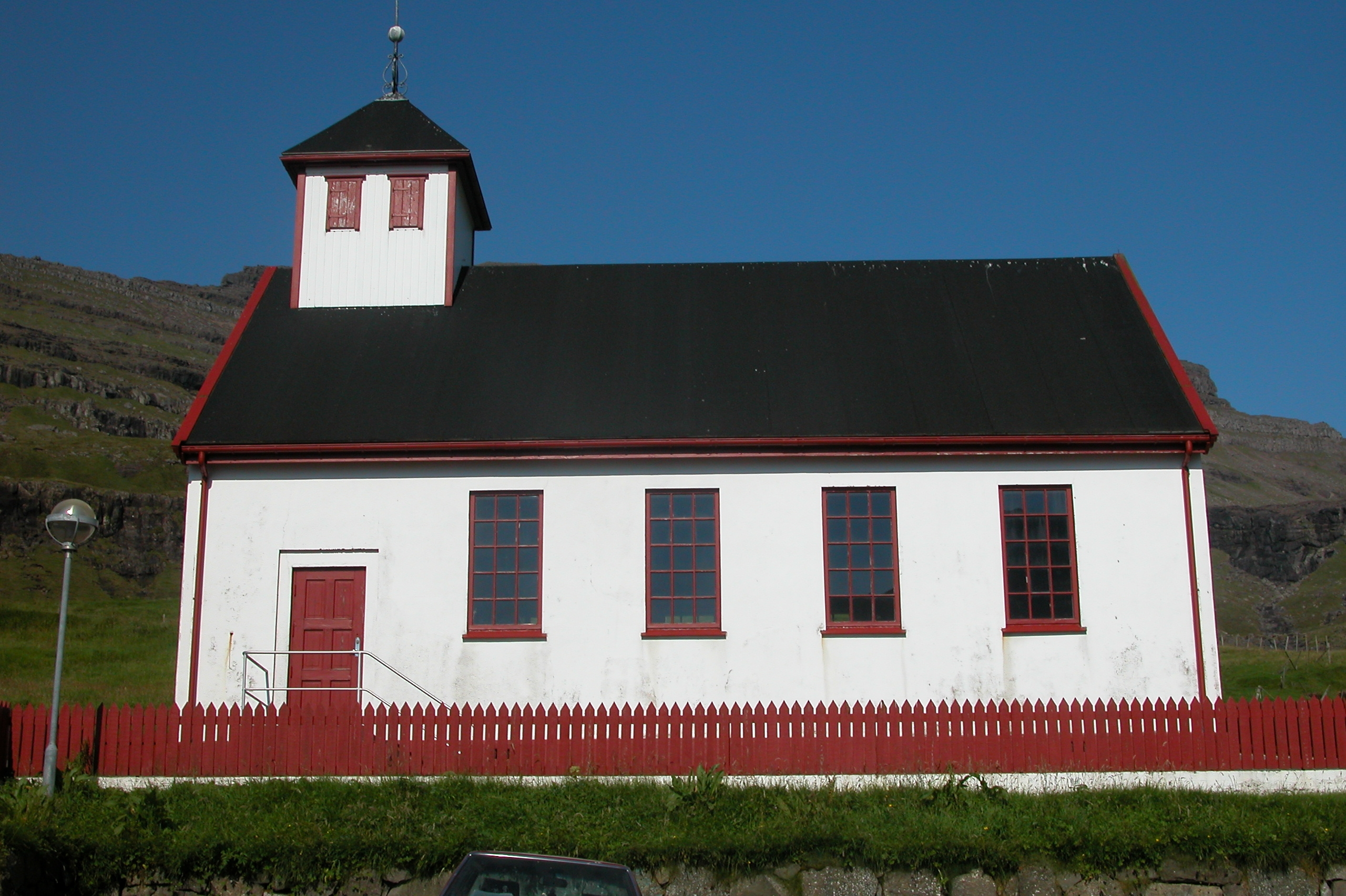
Església de la població.

Árnafjørður porta el nom del fiord on s'assenta. A aquest fiord també se'l coneix amb el nom d'Árnfjarðarvík, "badia del fiord cantoner". El 1875, un vaixell noruec abandonat carregat amb grans quantitats de fusta arribar a terra a Árnafjørður. La fusta es va vendre en una subhasta i, a causa de l'excedent sobtat d'aquest material, el preu de la fusta va disminuir significativament. La fusta sempre ha estat cara a les Fèroe, ja que se sol importar.
L'església d'Árnafjørður és de formigó amb un sostre vermell de ferro, i es va ser obrir al culte el 10 d'octubre de 1937. L'església té volta de canó i panells pintats. El retaule va ser pintat per Jógvan Waagstein el 1936 i és una còpia de l'estil de Bernhard Plockhorst. L'església té una capacitat per a 120 persones.